# Lesli Margherita
Lesli Margherita es una actriz de cine y teatro estadounidense. Es conocida sobre todo por interpretar los papeles de Inez en el musical Zorro, por el que ganó un premio Laurence Olivier (al mejor papel secundario en un musical), y de la Sra. Wormwood en el reparto de Broadway del musical Matilda.

## Biografía
Margherita se licenció de la Universidad de California en Los Ángeles.

### Cine y televisión
Margherita ha trabajado en películas como Boogeyman 2, Lucky Stiff, Cinderella III: A Twist in Time y Opening Night.
Tras graduarse, apareció en la serie de televisión Fame L.A.. En televisión ha trabajado en NYPD Blue, Charmed, The District, On the Lot, The Suite Life on Deck, Major Crimes y Donny!.

### Teatro
Margherita se involucró en el musical Zorro a través de un taller en 2006, que inicialmente rechazó, en Los Ángeles, California.Permaneció en la producción hasta el estreno en el West End en junio de 2008, y cosechó elogios de la crítica por su interpretación de Inez. En 2009, ganó el Premio Laurence Olivier a la Mejor Interpretación de un Papel Secundario en un Musical y recibió una nominación al Premio WhatsOnStage. Margherita interpretó un número del espectáculo en la Royal Variety Performance de 2008, y se la puede escuchar en la grabación original del reparto londinense. En 2020, volvió a interpretar su papel en un concierto de una sola noche en Londres.
Interpretó a la Sra. Wormwood en la producción de Broadway de Matilda the Musical, de marzo de 2013 a septiembre de 2015 y de nuevo a partir de septiembre de 2016.
Interpretó el papel de Mona Kent en el estreno en Broadway de Dames at Sea, que se estrenó en octubre de 2015. La crítica de USA Today señaló:  "la actriz interpreta a la vampiresa tiránica con un gusto contagioso".
Apareció como Cindy Lou Who en la obra unipersonal Off-Broadway Who's Holiday! en noviembre y diciembre de 2017. Fue nominada al Drama Desk Award 2018, Mejor interpretación solista; al premio Lucille Lortel Award 2018, Mejor espectáculo solista; y al premio Off Broadway Alliance Award 2018, Mejor interpretación solista.
En el teatro regional, Margherita apareció en Spamalot en el Sacramento Music Circus como La Dama del Lago en 2010. Apareció como Audrey en Little Shop of Horrors en La Mirada Theatre en La Mirada, California, de abril a mayo de 2011. De julio a septiembre de 2011, apareció en la Goodspeed Opera House en East Haddam (Connecticut), en Show Boat como Julie. Apareció en el nuevo musical The Flamingo Kid en el Hartford Stage en Connecticut de mayo a junio de 2019. El crítico de Variety escribió: «También destaca Lesli Margherita como Phyllis, la sufrida y esnob esposa de Phil, que consigue que todos se rían sin esfuerzo con su entrega inexpresiva. También clava su número del segundo acto, una buena canción con un título terrible".
Del 19 de enero de 2020 al 11 de marzo de 2020, Lesli protagonizó el papel de Princesa en el musical Emojiland en el teatro Duke en 42nd Street de Nueva York.
El 24 de septiembre de 2024, se publicó el elenco de Gypsy Revival y se reveló que interpretará a Tessie Tura en Broadway a partir de noviembre de 2024.

### Conciertos
Margherita realizó su concierto/cabaret en The Green Room 42 en la ciudad de Nueva York en diciembre de 2018.

## Filmografía

### cine
| Año  | Título                          | Rol             | Notas         |
| ---- | ------------------------------- | --------------- | ------------- |
| 2007 | Cinderella III: A Twist in Time | Anastasia       | Singing voice |
| 2007 | The Number 23                   | Attractive Coed |               |
| 2007 | Boogeyman 2                     | Gloria          |               |
| 2016 | Opening Night                   | Brandy          |               |
| 2021 | The Many Saints of Newark       | Iris Balducci   |               |

### Televisión
| Año       | Título                              | Rol                        | Notas                                   |
| --------- | ----------------------------------- | -------------------------- | --------------------------------------- |
| 1997–1998 | Fame L.A.                           | Liz Clark                  | 21 Episodios                            |
| 1998      | Chicago Hope                        | Antoinette Mangelli        | Episodio: "Deliverance"                 |
| 1998      | The King of Queens                  | Debbie                     | Episodio: "Head First"                  |
| 2001      | The Fighting Fitzgeralds            | Kelli                      | Episodio: "When Irish Eyes Are Smilin'" |
| 2001      | Nikki                               | Jenna                      | Episodio: "Love at First Dwight"        |
| 2001      | Kristin                             | Roz                        | Episodio: "The In-Crowd"                |
| 2001      | Thieves                             | Leslie                     | Episodio: "Liver Let Die"               |
| 2002      | JAG                                 | Lt. Urbanski               | Episodio: "Critical Condition"          |
| 2003      | The Electric Piper                  | Janis Dixon (voice)        | Television film                         |
| 2003      | NYPD Blue                           | Roberta Pisano             | Episodio: "Nude Awakening"              |
| 2003      | The District                        | Det. Barbara Flaherty      | 2 Episodios                             |
| 2004      | Charmed                             | Ramona Shaw                | Episodio: "Hyde School Reunion"         |
| 2010      | The Suite Life on Deck              | Isabel Cruz                | Episodio: "Can You Dig It?"             |
| 2012      | Major Crimes                        | Dee Dee Shaw               | Episodio: "Before and After"            |
| 2015      | The Good Wife                       | Mama Jill                  | Episodio: "Cooked"                      |
| 2015      | Donny!                              | Piper                      | 2 Episodios                             |
| 2017–2018 | Homeland                            | Sharon Aldright            | 4 Episodios                             |
| 2018      | Seven Seconds                       | Crystal DiAngelo           | 5 Episodios                             |
| 2018      | Instinct                            | Maria Fucci / Monica Fucci | 2 Episodios                             |
| 2018      | Elementary                          | Sherry Lennox              | Episodio: "Breathe"                     |
| 2018      | Most Likely To                      | Liz Cooney                 | Television film                         |
| 2019      | Transparent                         | Tara                       | Episodio: "Transparent Musicale Finale" |
| 2021      | The Crew                            | Morgan Conrad              | 2 Episodios                             |
| 2021      | Younger                             | Lizalot Miller             | Episodio: "Older"                       |
| 2021      | HouseBroken                         | Various roles              | 5 Episodios                             |
| 2022      | The Fairly OddParents: Fairly Odder | Judy Stoneface             | 3 Episodios                             |

## Premios y nominaciones
| Año  | Premios                     | Categoría                                                 | obra                | Resultado |
| ---- | --------------------------- | --------------------------------------------------------- | ------------------- | --------- |
| 2009 | Laurence Olivier Award      | Mejor interpretación de un papel secundario en un musical | Zorro               | Ganadora  |
| 2009 | WhatsOnStage Award          | Mejor actriz de reparto en un musical                     | Zorro               | Nominada  |
| 2013 | Astaire Award               | Bailarina destacada en un espectáculo de Broadway         | Matilda the Musical | Nominada  |
| 2016 | Astaire Award               | Mejor conjunto en un espectáculo de Broadway              | Dames at Sea        | Nominada  |
| 2018 | Drama Desk Award            | Interpretación solista más destacada                      | Who's Holiday!      | Nominada  |
| 2018 | Lucille Lortel Award        | Mejor espectáculo en solitario                            | Who's Holiday!      | Nominada  |
| 2018 | Off Broadway Alliance Award | Mejor actuación en solitario                              | Who's Holiday!      | Nominada  |